# Kazualismus
Kazualismus (kasualismus) je filozofický názor, že svět, jeho původ a vývoj jsou samy o sobě náhodné. Kazualita znamená náhodnost. Nesmí se zaměňovat s kauzalismem.
Definice z jiných zdrojů:
„Kasualismus je starořecké filozofické učení, podle kterého byl svět vytvořen náhodou a vyvíjen náhodou.“
„Kasualismus: od lat. Casus – „náhoda, náhoda“) – doktrína náhody; pohled prezentovaný Epicurem, Lucretiusem a dalšími, podle kterého je svět podřízen pravidlu náhody a také nastal kvůli náhodné situaci.“
„Kasualismus: (latina casualis = náhodná, náhodná) casualismus; náhodnost; fr. casualisme; něm. Kasualismus; atomistický názor, že svět byl vytvořen náhodou (→ parenkliza) a že náhodnost utváří jeho další historii, a důvodem všech událostí je nehoda.“
Najdeme i obecnější definici:
„Kasualismus je porozumění, které uvádí, že neočekávané události jsou hlavní základnou všech událostí.“
Význam termínu se může asi ponejprv najít u řeckého filozofa Epikúra (341–270 př. n. l.). Je však třeba poznamenat, že mnoho původních děl, které se zabývají nahodilostí, bylo ztraceno a dnešní zdroje jsou založeny především na Diogenově (cca. 3. století ) práci Životy vynikajících filozofů a dále na Lucretiovi (cca 99–55 př. n. l.) a Ciceronovi (106–43 př. n. l.).
Kasualismus předpokládá, že vesmír vznikl náhodou, což znamená, že ho nevytvořila žádná všemocná bytost, a proto jsou přívrženci kasualismu obviňováni z toho, že jsou ateisté. Kasualismus má některé ateistické rysy, ale žádný ze starověkých filozofů nepopřel existenci bohů. Epikúros předpokládá, že bohové prostě zůstávají mimo aktivitu vesmíru a vůbec nevnímají lidskou existenci. Filozofie je založena na pozorováních známých přírodních jevů, jako jsou mořské vlny a náhodné dopadání dešťových kapek na Zemi. První zmínka o kasualismu v české literatuře je pravděpodobně uvedena v Časopise českého musea z roku 1838, kde je uváděn jako „Svět nemá být dílo všemocného universa, nýbrž slepé příhody.“